# Triphaenopsis perversa
Triphaenopsis perversa là một loài bướm đêm trong họ Noctuidae.